# ليونارد سميث
ليونارد سميث (بالإنجليزية: Leonard Smith)‏ هو لاعب كرة قدم أمريكية أمريكي، ولد في 2 سبتمبر 1960 في نيو أورلينز في الولايات المتحدة.

## وصلات خارجية
- ليونارد سميث على موقع مرجع كرة القدم المحترفة.كوم (الإنجليزية)